# Pametna cestna infrastruktura
Pametne ceste uporabljajo naprave interneta stvari (IoT), Wi-Fi in umetno inteligenco, da bi bila vožnja varnejša, učinkovitejša ter v skladu z vladnimi cilji bolj zelena. Pametne ceste združujejo fizično infrastrukturo, kot so senzorji, hitrostne kamere, televizijske kamere zaprtega tipa (CCTV) in sončni kolektorji, s programsko infrastrukturo.
Ceste je mogoče nadgraditi s tehnologijami komunikacije, razsvetljave in prenosa energije, ki lahko podpirajo trajnost, izboljšajo prometno varnost in učinkovitost, kar bo posledično pripomoglo k  preobrazbi vozniških izkušenj.
Pametne cestne tehnologije so vgrajene v ceste in lahko izboljšajo vidljivost, proizvedejo energijo, komunicirajo z avtonomnimi vozili, spremljajo razmere na cestah in še več.
Večina pametnih tehnologij, povezanih s prometom, se osredotoča na posamezna vozila, čeprav je pri tehnoloških rešitvah pametne infrastrukture prišlo do velikega napredka. Svetovni eksperimenti na področju tehnologij Vozilo do Infrastrukture (V2I), Vozilo do Vozila (V2V) in Vozilo do Pešcev (V2P) bodo v prihodnosti pripomogle k pametnejšemu prometu.
V uporabi oziroma razvoju je že nekaj sistemov digitalne resničnosti in sicer: ceste na sončni pogon, svetleče talne označbe, interaktivna cestna razsvetljava, električni prednostni pas za polnjenje električnih vozil, cestno vremenski informacijski sistemi, sistemi za zaznavanje prometa.